# Cimetière national des Alleghenies
Le cimetière national des Alleghenies s'étend sur 292 acres (118 ha) dans le township de Cecil, dans le comté de Washington, en Pennsylvanie, à environ 20 milles (32,2 km) au sud-ouest de Pittsburgh.

## Histoire
Le cimetière est consacré le 9 octobre 2005 par l'administration des cimetières nationaux du département américain des anciens combattants et est l'un des nouveaux cimetières du système des cimetières nationaux. Les premiers enterrements ont eu lieu le 15 août 2005. Au moment de ces premières inhumations, l'étendue du site initial s'étend sur 10 acres (4 ha)(p221). Au terme de la phase 1 du développement du cimetière, sa superficie couvrira 80 acres (32 ha)(p221).
Il est construit sur les terres agricoles et contient un cimetière d'une petite ferme avec des tombes datant de la fin du XVIIIe siècle. 
Au 30 septembre 2008, le cimetière contenait 2 113 inhumations.
Lorsqu'il sera entièrement terminé, il offrira plus de 100 000 emplacements. Le cimetière s'étend sur 292 acres (1,18 km2) de terres et est ouvert aux visiteurs tous les jours du lever au coucher du soleil.

## Sépultures notables
- Charles William Tater, capitaine de l'US Army et premier lieutenant de l'US Air Force, récipiendaire de la médaille de l'ai avec feuille de chêne[1](p221) ;